# Halil Mutlu
Halil Mutlu, född 14 juli 1973 i Momtjilgrad i Kărdzjali i Bulgarien, är en turkisk före detta tyngdlyftare. Han vann tre guldmedaljer vid olympiska sommarspelen 1996, 2000 och 2004 och satte 21 världsrekord mellan 1994 och 2001. Han har också vunnit fem världsmästerskap och nio Europamästerskap.
Halil Mutlu föddes som Huben Hubenov i Bulgarien av turkiska föräldrar, han utvandrade till Turkiet 1989 tillsammans med landsmannen Naim Süleymanoğlu. Efter en femteplats vid olympiska sommarspelen 1992 i Barcelona, två EM-brons och ett VM-silver tog han sina första guldmedaljer i både EM och VM 1994. Vid OS i Atlanta 1996 satte Mutlu världsrekord i ryck med 132,5 kg och olympiskt rekord i stöt med 155 kg.
Vid VM i Aten 1999 påbörjade han sitt första försök i ryck på en högre vikt än övriga tävlandes slutresultat, sedan gjorde han samma sak i stöt. Totalt lyfte Mutlu 20 kg mer än tvåan Adrian Jigãu och slog fyra världsrekord under tävlingen. Vid olympiska sommarspelen 2000 i Sydney satte han återigen världsrekord i både ryck och stöt och vann tävlingen med 305 kg, 17,5 kg före tvåan.
Efter att ha ådragit sig skador på höger axel och en brusten bicepssena efter VM 2001 kunde Mutlu inte tävla på ett år, men 2003 vann han VM i Vancouver i en högre viktklass än han brukade tävla i. Vid olympiska sommarspelen 2004 i Aten vann han guldet 7,5 kg före Wu Meijin som vunnit 56-kilosklassen i de två världsmästerskapen Mutlu inte tävlat i den.
2005 stängdes Mutlu av från all internationell tävlan i två år efter att ha testats positivt för den anabola steroiden Nandrolon. 2008 vann han EM, men valde att inte ställa upp i OS i Peking samma år, som orsak angav Mutlu att han inte kunnat lyfta sina målvikter på träning.